# Àgies
|  | Per a altres significats, vegeu «Àgies (desambiguació)». |

Àgies o Àgias (en grec antic Ἀγίας) va ser un endeví grec, fill d'Agèloc i net de Tisamen, que pertanya a la branca espartana dels Iàmides (descendents d'Íam). Va ser Àgias qui va animar de manera decisiva al rei d'Esparta Lisandre a atacar la flota atenenca a Egospotamos, afirmant que el rei obtindria la victòria sobre la flota i l'enfonsaria, excepte deu naus que es refugiarien a Xipre, cosa que va succeir.
En agraïment per aquest servei els espartans van aixecar a l'àgora de la ciutat una estàtua de bronze en honor seu, que encara existia el segle II dC. al costat de l'altar d'August. També va tenir una altra estàtua a Delfos, vora la de Lisandre.